# Armstrong Whitworth F.K.8
Armstrong Whitworth F.K.8 là một loại máy bay đa dụng hai tầng cánh của Anh, do hãng Armstrong Whitworth chế tạo trong Chiến tranh thế giới I.

## Quốc gia sử dụng

### Dân sự
Úc
- QANTAS

### Quân sự
Bản mẫu:Country data Kingdom of Hejaz
 Paraguay
- Chính phủ Paraguay
- Không quân Paraguay

 Anh Quốc
- Quân đoàn Không quân Hoàng gia / Không quân Hoàng gia

## Tính năng kỹ chiến thuật (F.K.8)
Dữ liệu lấy từ The Encyclopedia of World Aircraft
Đặc điểm tổng quát
- Kíp lái: 2
- Chiều dài: 31 ft 5 in (9,58 m)
- Sải cánh: 43 ft 6 in (13,26 m)
- Chiều cao: 10 ft 11 in (3,33 m)
- Diện tích cánh: 540 ft² (50,17 m²)
- Trọng lượng rỗng: 1.916 lb (869 kg)
- Trọng lượng cất cánh tối đa: 2.811 lb (1.275 kg)
- Động cơ: 1 × Beardmore 120 hp kiểu động cơ piston thẳng hàng 6 xy-lanh, 160 hp (112 kW)

 Hiệu suất bay 
- Vận tốc cực đại: 83 kn (95 mph, 153 km/h) trên mực nước biển
- Trần bay: 13.000 ft (3.960 m)
- Thời gian bay: 3 h

Trang bị vũ khí

- Súng: 1 × súng máy Vickers và 1 × súng máy Lewis.303 in (7,7 mm)[3]
- Bom: 260 lb (118 kg) bom[3]